# Супрія Деві
Супрія Чоудхурі, відома також як Спрія Деві (бенг. সুপ্রিয়া দেবী нар. 8 січня 1933, М'їчина, Британська Бірма — пом. 26 січня 2018, Калькутта) — індійська актриса, що знімалася у фільмах бенгальською мовою. Найбільш відома роль — Ніта в драмі « Зірка за темною хмарою» (1960) Рітвіка Гхатака Актриса нагороджена індійським орденом Падма Шрі в 2014 році і вищою нагородою уряду Західної Бенгалії Банга Бібхушан в 2011 році.

## Життєпис
Супрія Деві народилася 8 січня 1933 року в М'їчині у Британській Бірмі (нині М'янма), отримавши при народженні ім'я Крішна Банерджі. З дитинства навчалася танцям під керівництвом Гуру Мурутаппана Пілл і Гуру Прахлада Даса. Вона дебютувала на сцені в семирічному віці, зігравши в двох п'єсах, поставлених її батьком Гопалом Чандра Банерджі. У 1942 році, в зв'язку з неминучим нападом японців, їх родтна, як і тисячі інших, вирішила покинути країну і зробила пішу подорож на територію Індії. У 1948 році вони влаштувалися в Калькутті, втративши при переселенні статус сім'ї вищого середнього класу, що дозволило Супрії надалі приєднатися до кіноіндустрії .
Вперше вона знялася в кіно в 1952 році, зігравши другорядну роль у фільмі Basu Paribar з Уттамом Кумаром. У 1954 році Супрія вийшла заміж за Бісваната Чоудхурі, народила дочку Сому і ненадовго залишила кінематограф. Вона знову почала зніматися після того як розлучилася в 1958 році .
Популярність прийшла до неї в 1959 році після ролей у хітах Sonar Harin, в якому також з нею грав Уттама Кумар, і Amrapali, де вона продемонструвала свої навички танцівниці. Наступний рік приніс їй культовий статус після її чуйного і зворушливого зображення єдиного годувальника сім'ї біженців на тлі розділу Індії в фільмі " Зірка за темною хмарою ". У 1960-х роках вона зіграла чимало сексуально розкутих, наполегливих персонажів, рідкісних в кіно того часу. Так у Lal Pathar (1964) вона зобразила бенгальську вдову, яка вирішує стати дружиною заміндара, тільки щоб опинитися поглиненою ревнощами, коли той приводить в будинок нову наречену. У Bilambita Loy (1970) її героїня — успішна співачка, яка вирішує відмовитися від свого чоловіка-алкоголіка і не відчуває почуття провини .
Її спільна робота з Уттамом Кумаром привела до створення мегапопулярних фільмів, таких як Sanyasi Raja, Baghbandi Khela, Chirodiner, Sabarmati, Suno Baranari, Bon Palashir Padavali, Kalankini Kankabati і Sudhu Ekti Bachar. Вони були парою не тільки на екрані, але і в житті, і жили разом з 1963 року аж до його смерті в 1980 році. Серед інших бенгальських фільмів актриси: Debdas (1979), де вона зіграла куртизанку Чандрамукхи, Jadi Jantem, Chowringhee, Sabyasachi, Dui Purush, Mon Niye і Atmiyo Swajan. Вона також знялася в декількох фільмах на гінді, таких як Begaana, Door Gagan Ki Chhaon Mein і Aap ke Parchhaiyan. Востаннє на великому екрані актриса з'явилася в 2006 році, знявшись в американській драмі "Тезка " Міри Наїр .
Ролі в картинах Teen Adhay (1968) і Chhinnapatra (1972) принесли їй дві премії Bengal Film Journalists' Association Awards. За заслуги в галузі мистецтва Супрі Деві була відзначена Filmfare Award (East) за видатні багаторічні досягнення в 2017 році, четвертої по старшинству цивільної нагороди від уряду Індії Падма Шрі в 2014 році і вищою нагородою уряду Західної Бенгалії Банга Бибхушан у 2011 році.
Актриса померла в Калькутті 26 січня 2018 року в результаті зупинки серця у віці 85 років.